# エアレジデンス新浦安
エアレジデンス新浦安（エアレジデンスしんうらやす）は、千葉県浦安市に所在する超高層マンション群の総称。入船一丁目8番地にあたり、タワーイースト、タワーウエストのツインタワーとなっている。

## 概要
JR京葉線の新線計画にあわせて、新浦安駅を中心とした周辺14ヘクタールを超える敷地に浦安市と長谷工コーポレーションが官民連携し、浦安市の新しい表玄関を開発する高度複合都市開発事業・駅前整備事業（浦安AMC計画）が1980年（昭和55年）より実施され、シンボルロード整備などのインフラストラクチャー整備と複合商業ビル（ショッパーズプラザ新浦安、現在のイオン新浦安ショッピングセンター）、新都市型商業ビル（MONA新浦安）、オフィスビル（プライムタワー新浦安）、ホテル（浦安ブライトンホテル、新浦安オリエンタルホテル）、住宅（エル・シティ新浦安）などを整備した。その後、双日（日商岩井）､日商岩井不動産、ハウジングキャピタル・ファイブの3社は高さ117メートルの超高層ツインタワーマンションの企画開発事業に着手し、2001年（平成13年）5月31日にタワーイースト・タワーウエストが着工し、2003年（平成15年）12月10日に竣工、2004年（平成16年）3月より入居開始した。
駅舎、商業施設を結んだペデストリアンデッキによって接続している。街全体はカリフォルニア州の街並みを連想させるアーバン・リゾートライフを構成している。敷地内に一定規模の公開空地を持ち、容積率などが緩和される総合設計制度が適用され、公開空地部分は豊富な緑を配置するほか、噴水や小川なども設置し、新浦安駅前のランドマークとなるべく計画されている。
延床面積は64968平方メートルであり、建築主は双日（日商岩井）、設計・コンサルタントは長谷工コーポレーション、2004年（平成16年）に最高部117メートルの超高層マンション2棟（タワーイースト、タワーウエスト）が開業した。

## 歴史
- 1980年（昭和55年） - 高度複合都市開発事業が実施。
- 2001年（平成13年）5月31日 - エアレジデンス新浦安タワーイースト・ウエスト着工[5]。
- 2003年（平成15年）
  - 8月 - 現地販売センターをグランドオープン[3]。
  - 12月10日 - 竣工。
- 2004年（平成16年）3月 - 入居開始。

## 構成
エアレジデンス新浦安（共通）
- 用途：共同住宅
- 建築主：双日（日商岩井）
- 設計者：長谷工コーポレーション
- 施工：安藤・間
- 構造：鉄筋コンクリート構造

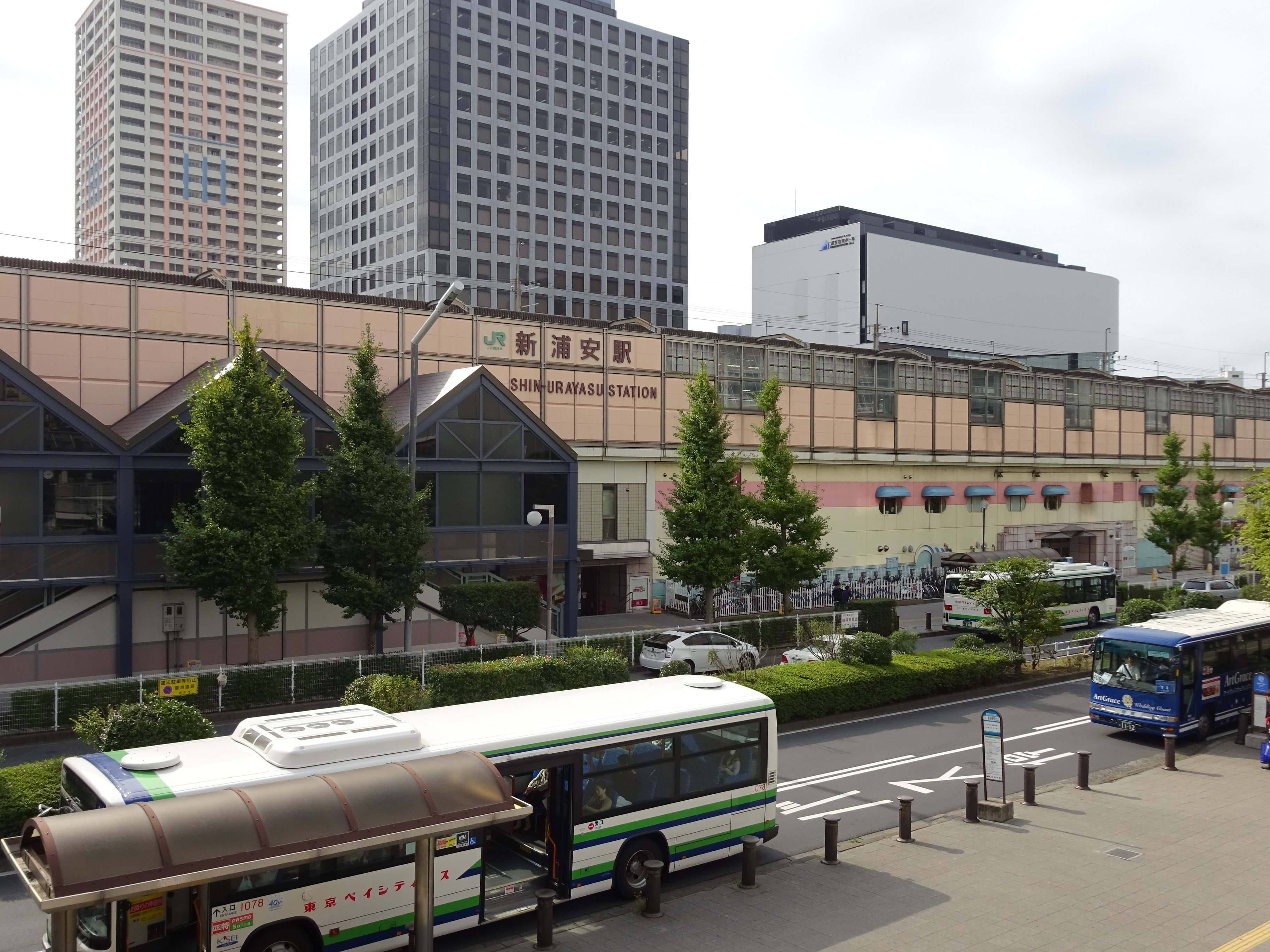
新浦安駅北口側よりタワーウエストを望む（左奥）

- 建築面積：8364.52平方メートル（施設全体）
- 延床面積：64968平方メートル（施設全体）
- 階数：地上32階、地下1階
- 総戸数：430戸

## 共用施設
主要な共用施設は以下である。
- クラブサロン
- ダイニングサロン
- ワークルーム
- キッズルーム
- シアタールーム

## 周辺

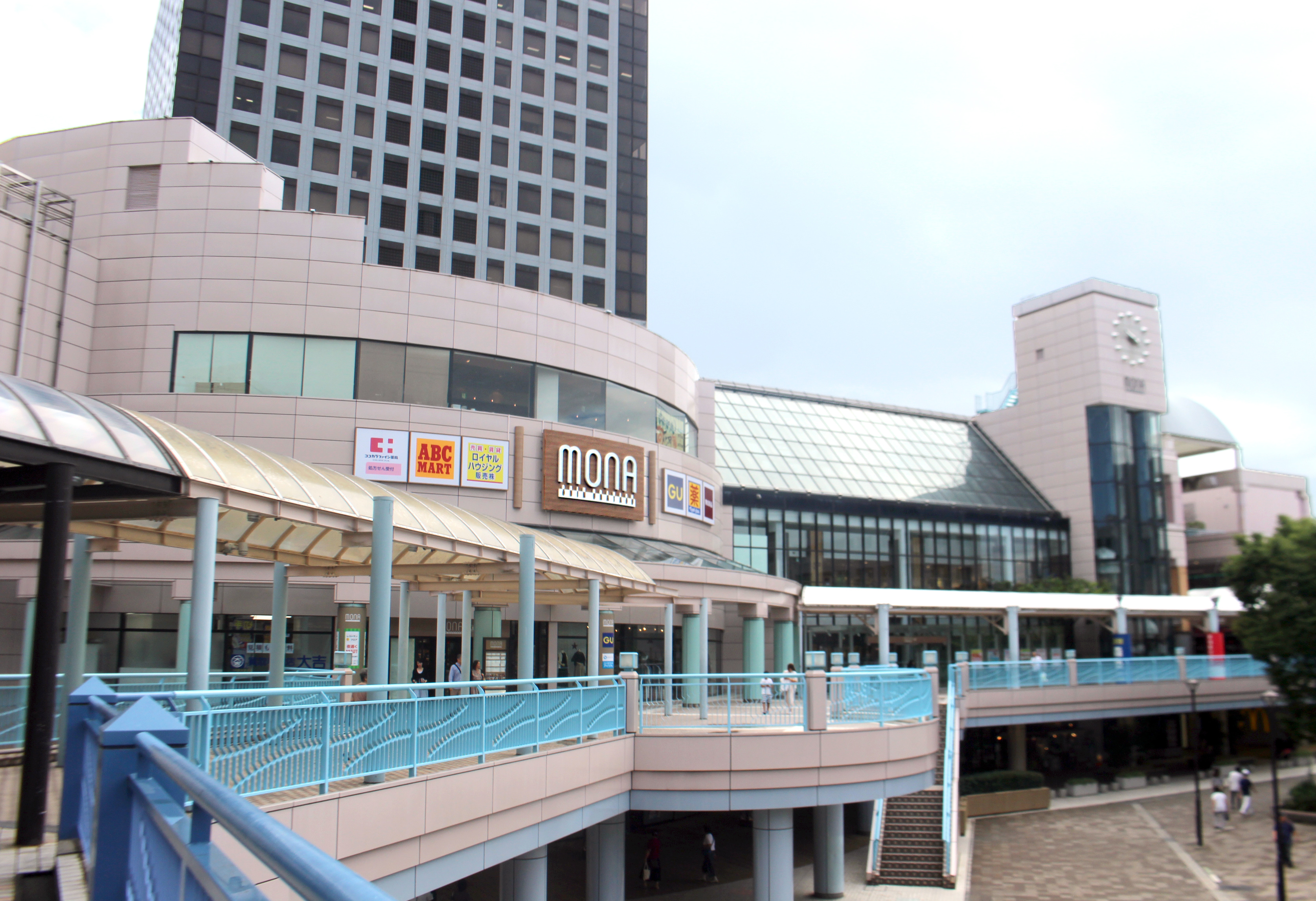
MONA新浦安

主な周辺施設一覧。
- ペデストリアンデッキにて接続
  - 新浦安駅
  - アトレ新浦安
  - 新浦安駅前プラザマーレ
  - イオン新浦安ショッピングセンター
  - MONA新浦安
  - プライムタワー新浦安
- 浦安市立入船南幼稚園
- 浦安市立入船小学校
- 浦安市立入船中学校
- 入船公園

## アクセス
- 鉄道
  - JR東日本 新浦安駅 徒歩約1分
- 自動車
  - 最寄りのインターチェンジ
    - 首都高速湾岸線 浦安出入口